# Campo Alegre de Lourdes
Campo Alegre de Lourdes è un comune del Brasile nello Stato di Bahia, parte della mesoregione di Vale São-Franciscano da Bahia e della microregione di Juazeiro.